# Йосипівський скарб
Йосипівський скарб — скарб арабських дирхемів VIII–IX ст., знайдений у липні 1986 року в селі Йосипівка Буського району Львівської області.
Скарб знайшли анонімні сільські діти, після чого він розпорошився. Кілька тисяч монет потрапило до Києва та Москви, а 35 екземплярів перебувають у Варшаві. Тому в науковому обігу є лише незначна частина скарбу. 
Невідомо достеменно, коли і хто саме виявив скарб, скільки монет було там і чи були інші речі.
Наразі в полі зору українських науковців перебувають такі групи монет із Йосипівського скарбу:
- колекція Львівської галереї мистецтв (88 дирхемів і 22 фрагменти керамічного посуду з місця знахідки)
- приватна колекція (35 монет)
- приватна колекція (29 монет)
- колекція Львівського історичного музею — 5 монет.

Наразі найстаріша з монет цього скарбу датується 90 роком Гіджри (708/709 р. н. е.), наймолодша — 196 р. Г. (811/812).
Час від часу з'явлються повідомлення нові групи монет з Йосипівського скарбу. Так, 2007 року у «Віснику Інституту археології Львівського національного університету імені Івана Франка» опубліковано інформацію про таку групу з 19 екземплярів. Там подано фотографії дирхемів, їх вагу та розміри